# 墨西哥三角文蛤
墨西哥三角文蛤，又名皮斯摩蛤（英語：Pismo clams），是簾蛤科文蛤亞科三角文蛤屬之下的一個大型的可食用海棲蛤蜊物種，是一類帘蛤科海洋双壳纲软体动物。本物種原生於美國加利福尼亞州東太平洋海岸的皮斯摩海滩，但其分佈範圍可遠至三百英里遠的美墨邊境，在下加利福尼亞州不時會有本物種被強烈的海流沖擦到岸上。加州原住民有食用本物種的習俗，但本物種為受保護物種，未經允許採集可被處以巨額罰款。
本物種為濾食者，亦會附著於岩石基底。會游泳，但不擅長。殼色褐色至棕紅色，與身處環境的砂石融和在一起。

## 外部連結
- . Sealifebase.org.   [2024-06-10] （英语）.